# Robert Crosbie

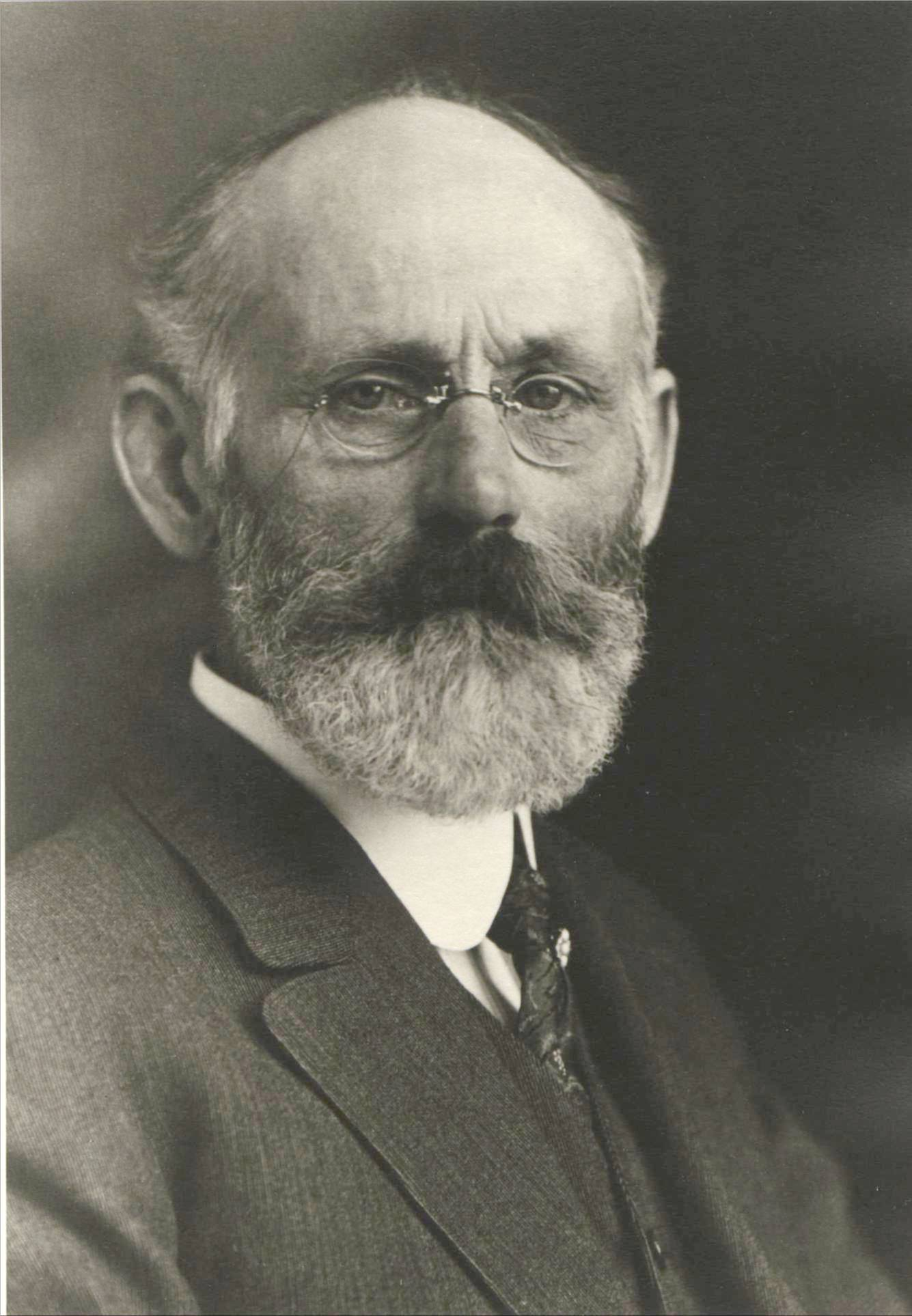
Robert Crosbie

Robert Crosbie, (Montreal 10 januari 1849 - 25 juni 1919), was een Canadees theosoof.
Hij werd de vriend en naaste medewerker van William Quan Judge en via hem een occulte leerling van Helena Blavatsky. Crosbie stichtte de Geünieerde Loge van Theosofen in 1909 om het werk van Helena Blavatsky en William Quan Judge te beschermen en om de studenten zelf te beschermen tegen de hoogmoed en ambitie van de andere theosofische genootschappen en societies. Hij scheef The friendly philosopher, Letters and talks on theosophy and the theosophical life, uitgegeven door The Theosophy company, Los Angeles 1934.